# Wuckersee
Der Wuckersee ist ein natürlicher, zu- und abflussloser See in der Schorfheide im nördlichen Brandenburg. Der kleine See liegt auf dem Gebiet des Ortsteils Groß Dölln (Stadt Templin, Landkreis Uckermark). Er ist Teil des Naturschutzgebietes Bollwinwiesen/Großer Gollinsee und liegt damit im Biosphärenreservat Schorfheide-Chorin.

## Geographische Lage und Hydrographie
Der See liegt auf der Gemarkung des Ortes Bebersee, der 1960 zunächst nach Groß Dölln eingemeindet wurde. Seit der Eingliederung von Groß Dölln in die Stadt Templin ist Bebersee ein Gemeindeteil von Groß Dölln. Der See ist 21,7 ha groß, sein Wasserspiegel liegt bei 58,1 m ü. NHN. Er hat keine Zu- oder Abflüsse. Er hat nach dem Seenkataster den Trophie-Index 2,5, was dem Grenzbereich mesotroph/eutroph entspricht. Er ist stabil geschichtet.

## Geschichte
Der See wird 1719 Der Wocker genannt. Die Schmettau'sche Karte von 1767/87 verzeichnet ihn als Wucker See, 1793 heißt es zu Wucker, auf dem Wocker. Auf dem Urmesstischblatt wird er bereits Wucker See genannt. Der Name wird von einer alplb. Grundform *Voker'e mit Gebüsch umgebener See abgeleitet, zu *vo = um, herum und *ker = Strauch, Busch. Damals gehörte das Waldgebiet zum sog. Reiersdorfer Forst, das ursprünglich dem Kloster Zehdenick gehörte, und nach Säkularisation des Klosters ab 1541 zum Amt Zehdenick.
Nur etwa 200 m vom Nordufer entfernt lag Carinhall, das repräsentative Anwesen von Reichsmarschall Hermann Göring, das in den letzten Kriegstagen gesprengt wurde. Bis auf geringe Mauerreste hat sich oberirdisch nichts von dieser Anlage erhalten.
Etwa 600 m nordöstlich des Ostendes des Wuckersees liegt der nach dem See benannte Wohnplatz Wucker im Ortsteil Groß Dölln (Stadt Templin). 1781 wurde die Unterförsterei Wucker am Weg von Gollin nach Joachimsthal, an der Kreuzung mit zwei Forstwegen im Reiersdorfer Forst auf einem Gebiet errichtet, das zum Amt Zehdenick gehörte.